# کاتسومی یوسا
کاتسومی یوسا (انگلیسی: Katsumi Yusa؛ زادهٔ ۲ اوت ۱۹۸۸) بازیکن فوتبال اهل ژاپن است.
از باشگاه‌هایی که در آن بازی کرده‌است می‌توان به باشگاه فوتبال سانفریس هیروشیما و باشگاه ورزشی موهان باگان اشاره کرد.